# Materia orgánica

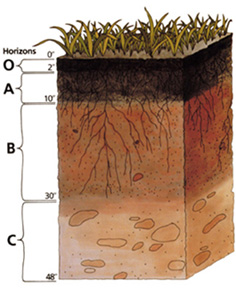
Esquema del suelo:
O - Materia orgánica
A - Suelo
B - Subsuelo
C - Material parental

La materia orgánica (o material orgánico, material orgánico natural o MON) es materia conformada por compuestos orgánicos que provienen de los restos de organismos que alguna vez estuvieron vivos, tales como plantas, animales y sus productos de residuo en el ambiente natural. Las estructuras básicas están formadas de celulosa, tanino, cutina y lignina, junto con varias otras proteínas, lípidos y azúcares. Es muy importante en el movimiento de nutrientes en el medio ambiente y juega un rol en la retención del agua en la superficie del planeta Tierra.

## Formación
Todos los organismos vivos están formados de compuestos orgánicos, mientras están vivos ellos secretan o excretan materiales orgánicos tales como heces en los suelos, se desprenden de porciones de sus cuerpos tales como hojas y raíces, y tras morir el organismo, su cuerpo comienza a descomponerse y a desmembrarse gracias a la acción de las bacterias y hongos. Es posible que se formen moléculas grandes de materia orgánica por polimerización de diversas cadenas cortas producto de materia descompuesta. La materia orgánica natural puede variar mucho, dependiendo de su origen, modo de transformación, edad y medio ambiente, por lo tanto sus funciones bio-físicas-químicas presentan gran variación dependiendo de los tipos de ambientes.